# Scorbura
Scorbura – wieś w Rumunii, w okręgu Aluta, w gminie Cârlogani. W 2011 roku liczyła 275 mieszkańców.